# Caryospora (protiste)
Pour les articles homonymes, voir Caryospora.
Genre
Caryospora est un genre de protistes parasites coccidiens infectant en particulier les serpents et les oiseaux.

## Description
Ce sont des eucaryotes unicellulaires oocystes avec un seul sporocyste octozoïque ; les espèces dont le cycle de vie est connu sont facultativement ou obligatoirement hétéroxènes avec mérogonie et gamogonie dans les hôtes primaires (prédateurs) et secondaires (proies) ; le développement est intestinal dans l'hôte primaire, la sporogonie se produisant généralement, mais pas toujours, de manière exogène ; le développement est non intestinal chez l'hôte secondaire, entraînant une sporogonie endogène et la formation de caryocystes (sporozoïtes dormants) ; les caryocystes contiennent généralement un sporozoïte, mais peuvent en contenir plusieurs qui pénètrent indépendamment dans la cellule hôte ; les oocystes et les caryocystes sont infectieux ; les hôtes primaires sont généralement des reptiles et des oiseaux ; les hôtes secondaires sont des rongeurs, lorsqu'ils sont connus.

## Systématique
Ce genre et son espèce type Caryospora simplex, parasite de la Vipère aspic, ont été décrits en 1904 par le protistologiste français Louis-Urbain-Eugène Léger, avec l'orthographe Karyospora dans la publication originale, changée par la suite par le même auteur en 1911.
Caryospora a pour synonymes :
- Eumonospora Allen, 1933
- Karyospora Léger, 1904

## Liste des espèces
D'après l'Index to Organism Names (15 novembre 2023) :
- Caryospora aemogregarina
- Caryospora ahaetullae Modry & Koudela, 1994
- Caryospora aquilae Volf, Koudela & Modry, 2000
- Caryospora arcayae Volcan & Medrano, 1984
- Caryospora argentati Schwalbach, 1959
- Caryospora barnardae Upton, Freed, Burdick & McAllister, 1990
- Caryospora bengalensis Mandel, 1976
- Caryospora biarmicusis Alyousif, Alfaleh & Al-Shawa, 2011
- Caryospora bigenetica Wacha & Christiansen, 1982
- Caryospora bothriechis Seville, Asmundsson & Campbell, 2005
- Caryospora brasiliensis Carini, 1932
- Caryospora brygooi Upton, Freed, Burdick & McAllister, 1990
- Caryospora bubonis Cawthorn & Stockdale, 1981
- Caryospora carajasensis Lainson, do Nascimento & Shaw, 1991
- Caryospora caryolytica
- Caryospora ceadsensis de Santana Miglionico & Viana, 2017
- Caryospora cheloniae Leibovitz, Rebell & Boucher, 1978
- Caryospora cherrughi Alfaleh, Alyousif, Al-Shawa & Al-Quraishy, 2013
- Caryospora choctawensis McAllister, Roehrs & Seville, 2012
- Caryospora circi Volf, Koudela & Modry, 2000
- Caryospora cobrae Nandi, 1985
- Caryospora colubris Matuschka, 1984
- Caryospora coniophanis Seville, Asmundsson & Campbell, 2005
- Caryospora conophae Seville, Asmundsson & Campbell, 2005
- Caryospora constanciae Lainson, do Nascimento & Shaw, 1991
- Caryospora corallae Matuschka, 1984
- Caryospora daceloe Yang, Brice & Ryan, 2014
- Caryospora demansiae Cannon, 1967
- Caryospora dendrelaphis Cannon & Rzepczyk, 1974
- Caryospora durrelli Daszak, Ball, Streicker, Jones & Snow, 2011
- Caryospora duszynskii Upton, Current & Barnard, 1984
- Caryospora epicratesi Lainson, do Nascimento & Shaw, 1991
- Caryospora ernsti Upton, Current & Barnard, 1984
- Caryospora falconis Wetzel & Enigk, 1932
- Caryospora gekkonis
- Caryospora gloriae Pellerdy, 1967
- Caryospora gracilis Upton, McAllister, Trauth & Bibb, 1992
- Caryospora guatemalensis Seville, Asmundsson & Campbell, 2005
- Caryospora hanebrinki McAllister, Duszynski & McKown, 2013
- Caryospora henryi Yakimoff & Mastchulsky, 1936
- Caryospora hermae Bray, 1960
- Caryospora heterodermus Upton, Freed & Freed, 1992
- Caryospora japonicum Matubayasi, 1936
- Caryospora jararacae Carini & Grechi, 1938
- Caryospora jiroveci Cerna, 1976
- Caryospora kalimantanensis Modry & Koudela, 1997
- Caryospora kansasensis Upton, Campbell, Weigel & McKown, 1990
- Caryospora kutzeri
- Caryospora lampropeltis Anderson, Duszynski & Marquardt, 1968
- Caryospora legeri Hoare, 1933
- Caryospora lindsayi Upton, Campbell, Weigel & McKown, 1990
- Caryospora maculatus Upton, Freed & Freed, 1992
- Caryospora madagascariensis Upton, Freed, Burdick & McAllister, 1990
- Caryospora masticophis Upton, McAllister & Trauth, 1994
- Caryospora matatu Modry, Slapeta & Koudela, 2002
- Caryospora maxima Modry, Koudela, Al-Oran & Amr, 1999
- Caryospora mayorum Seville, Asmundsson & Campbell, 2005
- Caryospora megafalconis Klueh, 1994
- Caryospora microti Saxe, Levine & Ivens, 1960
- Caryospora micrui Lainson, do Nascimento & Shaw, 1991
- Caryospora minuta Upton, Freed, Burdick & McAllister, 1990
- Caryospora najadae Matuschka
- Caryospora najae Matuschka, 1982
- Caryospora natchitochesensis McAllister, Seville & Connior, 2014
- Caryospora neofalconis Boecr, 1982
- Caryospora olfersii Viana, Winck, Coelho, Flausino & Duarte Rocha, 2013
- Caryospora paraensis Lainson, do Nascimento & Shaw, 1991
- Caryospora peneireiroi Cardozo, Berto, Caetano, Maniero, da Fonseca & Gomes Lopes, 2016
- Caryospora peruensis Upton, Freed & Grady Freed, 1989
- Caryospora psammophi Bray, 1960
- Caryospora pseustesi Lainson, do Nascimento & Shaw, 1991
- Caryospora regentensis Daszak & Ball, 2001
- Caryospora relictae Telford, 1997
- Caryospora sargentae McAllister, Hnida & Trauth, 2022
- Caryospora serpentis Upton, Freed, Burdick & McAllister, 1990
- Caryospora simplex Leger, 1904
- Caryospora strigis
- Caryospora tantillae Telford, 1997
- Caryospora telescopis Matuschka, 1986
- Caryospora tremula
- Caryospora undata Schwalbach, 1959
- Caryospora uptoni Lindsay & Blagburn, 1986
- Caryospora varani Kaur & Oberoi, 1987
- Caryospora varaniornati Modry, Slapeta, Knotek & Koudela, 2001
- Caryospora veselyi Modry & Koudela, 1998
- Caryospora weyerae Bray, 1960
- Caryospora zacapensis Seville, Asmundsson & Campbell, 2005
- Caryospora zuckermanae Bray, 1960